# Union Township (comté de Fayette, Iowa)
Pour les articles homonymes, voir Union Township.
Union Township est un township, du comté de Fayette en Iowa, aux États-Unis,. 